# Blackpink House
```

```

Blackpink House  (hangul: 블핑하우스; rr: Beulping Hauseu), é um reality show sul-coreano de Black Pink transmitido pela estação de televisão sul-coreana JTBC. O show é sobre as membros do Black Pink, e o que elas fazem no seu dia a dia. O primeiro episódio do programa foi ao ar no canal JTBC2 em 6 de janeiro de 2018. Blackpink House também foi transmitido on-line via YouTube e V Live.

## História
A YG Entertainment, agência da Black Pink, filmou outros programas de variedades para seus outros artistas, como Big Bang TV, 2NE1 TV e Winner TV. Em particular, Black Pink apareceu frequentemente nesses programas. Na Blackpink House você pode ver o lado mais "real" do grupo.
Em 2016, a Blackpink House apareceu pela primeira vez na Naver TV em 25 de agosto do mesmo ano. Black Pink ganhou seu primeiro reality show um mês após sua estréia com "Boombayah" e "Whistle". O primeiro lançamento do programa foi um teste realizado em 21 de agosto. Após esse lançamento, a YG Entertainment anunciou que o grupo começaria com seu programa. No entanto, não houve outras notícias sobre o programa até novembro. 2017, onde YG postou a mensagem "Blackpink TV".
Em 3 de novembro de 2017, o selo publicou o primeiro teaser do programa por meio do canal oficial do grupo no YouTube. Para este fim, a YG Entertainment disse que para o programa, eles construíram uma casa chamada "Pink Princess House" em Hongdae, Seul, a decoração foi baseada nos gostos dos membros do grupo. Jisoo, Jennie, Rosé e Lisa terão que fazer as tarefas de uma casa como lavanderia, cozinha e limpeza.

## Transmissão
Inicialmente, o show estava programado para ir ao ar no JTBC2 em 27 de dezembro de 2017, mas foi adiado. Posteriormente, a YG Entertainment continuou a liberar um avanço e, finalmente, em 29 de dezembro de 2017, o programa foi confirmado para ser transmitido em 6 de janeiro de 2018 às 9:00p.m. (KST) através do YouTube e V Live. Após a primeira transmissão, um total de 12 episódios foi ao ar às 9:00 todas as noites de sábado.

## Episódios
| Temporada | Temporada | Episódios | Lançamento original  | Lançamento original  |
| Temporada | Temporada | Episódios | Primeira transmissão | Última transmissão   |
| --------- | --------- | --------- | -------------------- | -------------------- |
|           | 1         | 12        | 6 de janeiro de 2018 | 17 de agosto de 2018 |